# The Circus (film, 1920)
The Circus est un cartoon de 1920 réalisé par Dave Fleischer. Il fait partie de la série Koko le clown.